# Wester-Ohrstedt
Wester-Ohrstedt è un comune di 1 052 abitanti  dello Schleswig-Holstein, in Germania.
Appartiene al circondario (Kreis) della Frisia Settentrionale (targa NF) ed è parte della comunità amministrativa (Amt) di Viöl.